# Maruim (kommun)
Maruim är en kommun i Brasilien.   Den ligger i delstaten Sergipe, i den östra delen av landet, 1 300 km öster om huvudstaden Brasília. Antalet invånare är 16 338.
Följande samhällen finns i Maruim:
- Maruim

Omgivningarna runt Maruim är en mosaik av jordbruksmark och naturlig växtlighet. Runt Maruim är det ganska tätbefolkat, med 70 invånare per kvadratkilometer.